# Lophospermum scandens
Lophospermum scandens là một loài thực vật có hoa trong họ Mã đề. Loài này được D. Don mô tả khoa học đầu tiên năm 1827.

## Hình ảnh

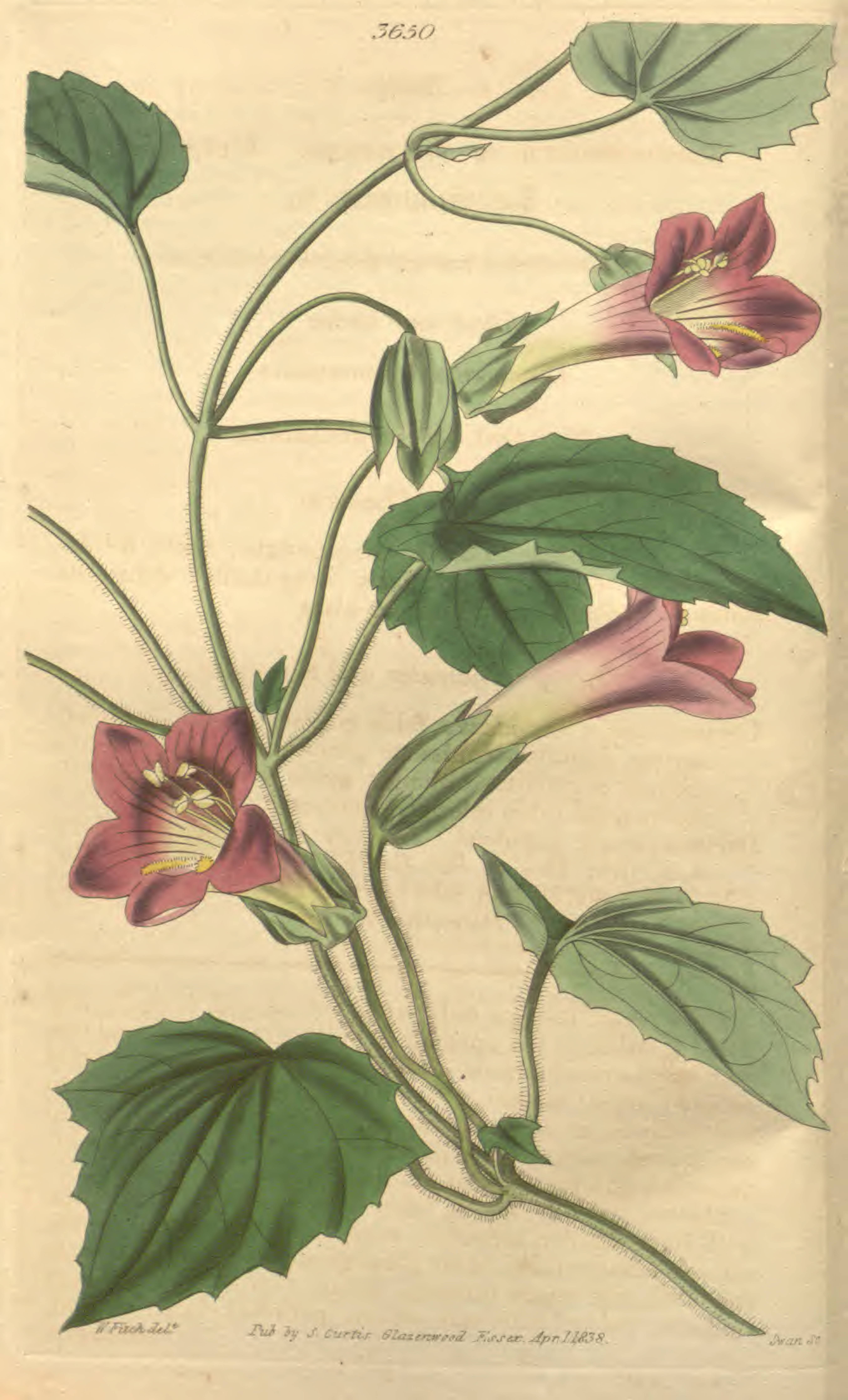
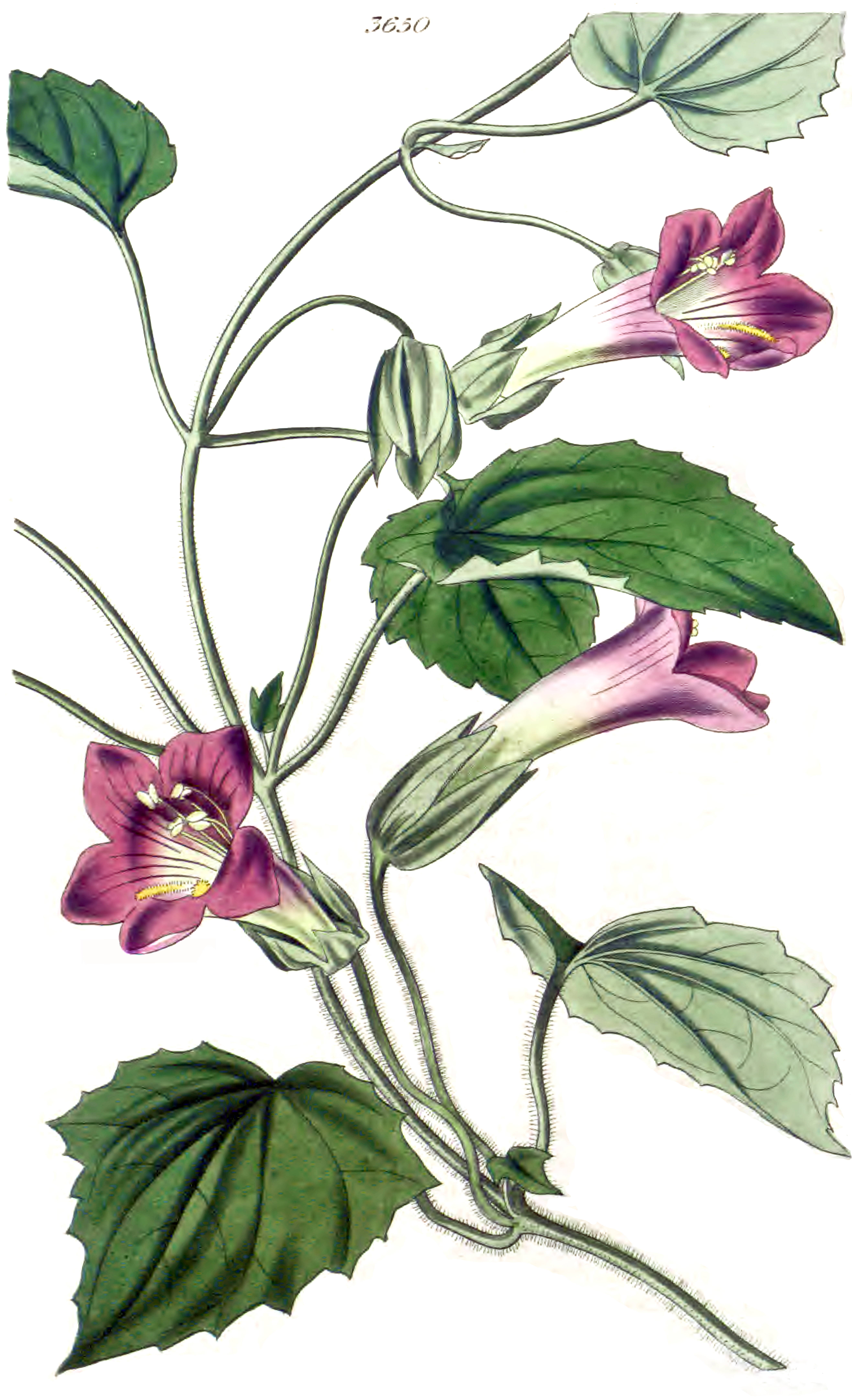